# Miss Internacional 1987
Miss Internacional 1987 fue la 27.ª edición de Miss Internacional, cuya final se llevó a cabo en Tokio, Japón el 13 de septiembre de 1987. Candidatas de 47 países y territorios compitieron por el título. Al final del evento, Helen Fairbrother, Miss Internacional 1986 de Inglaterra, coronó a Laurie Simpson, de Puerto Rico como su sucesora.

## Resultados
| Resultados finales      | Concursante |
| ----------------------- | --- |
| Miss Internacional 1987 | - Puerto Rico - Laurie Simpson |
| 1.ª Finalista           | - Bélgica - Muriel Georges |
| 2.ª Finalista           | - México - Rosa Fuentes |
| Semifinalistas (Top 15) | - Alemania - Dagmar Schulz - Australia - Vanessa Gibson - Austria - Kristina Sebestyen - Brasil - Fernanda Campos - España - Ana García - Finlandia - Niina Kärkkäinen - India - Erika de Souza - Israel - Ofir Alony - Jamaica - Denise Thompson - Japón - Yayoi Morita - Venezuela - Vicky García - Estados Unidos - Paula Morrinson |

### Premios Especiales
- Miss Simpatía:  Colombia - Michelle Betancourt
- Miss Fotogénica:  Hong Kong - Lam Wing-Han
- Traje Nacional:  Venezuela - Vicky García

## Relevancia histórica del Miss Internacional 1987
- Puerto Rico gana Miss Internacional por primera vez.
- Bélgica obtiene el puesto de Primera Finalista por primera vez.
- México obtiene el puesto de Segunda Finalista por segunda ocasión y repite posición con respecto al año anterior.
- España, Estados Unidos, Israel, Japón, México, Puerto Rico y Venezuela repiten clasificación a semifinales.
- España clasifica por sexto año consecutivo.
- Japón clasifica por quinto año consecutivo.
- Venezuela clasifica por cuarto año consecutivo.
- Estados Unidos clasifica por tercer año consecutivo.
- Israel, México y Puerto Rico clasifican por segundo año consecutivo.
- Australia, Brasil y Finlandia clasificaron por última vez en 1985.
- Alemania e India clasificaron por última vez en 1984.
- Bélgica clasificó por última vez en 1983.
- Austria clasificó por última vez en 1982.
- Jamaica clasifica por primera vez en la historia del concurso.
- De América entraron seis representantes a la ronda de cuartos de final, transformándose este en el continente con más semifinalistas, de igual manera dominaron la ronda final colocándose como ganador y finalista.
- Ninguna nación de África pasó a la ronda semifinal.

## Candidatas
47 candidatas de todo el mundo participaron en este certamen:
| - Alemania - Dagmar Schulz - Argentina - Rossana Ranier - Australia - Vanessa Lynn Gibson - Austria - Kristina Sebestyen - Bélgica - Muriel Jane Georges Rens - Bolivia - Gouldin Balcázar - Brasil - Fernanda Campos Soares - Canadá - Julie Christine McDonald - Colombia - Michelle Betancourt Vergara - Corea - Chung Wha-sun - Costa Rica - Alexandra Eugenia Martínez Fuentes - Dinamarca - Zelma Hesselmann - España - Ana García Bonilla - Estados Unidos - Paula Jean Morrinson - Filipinas - Maria Lourdez "Lilu" Dizon Enriquez - Finlandia - Niina Katariina Kärkkäinen - Francia - Joelle Annik Ramyhed - Gran Bretaña - Debbie Ann Pearman - Grecia - Peggy Thanopoulou - Guam - Geraldine Dydasco Gumatatao - Holanda - Angelique Johanna Gerarda Cremers - Honduras - Darlene Jacqueline Sikaffy Powery - Hong Kong - Lam Wing-Han - India - Erika Maria de Souza | - Irlanda - Barbara Ann Curran - Islandia - Magnea Lovisa Magnusdóttir - Israel - Ofir Alony - Italia - Luisa Rigamonti - Jamaica - Denise Josephine Thompson - Japón - Yayoi Morita - Luxemburgo - Claudine Atten - Malta - Maria Arlette Balzan - Marianas del Norte - Luciana Seman Ada - México - Rosa Isela Fuentes Chávez - Noruega - Hege Elisabeth Rasmussen - Nueva Zelanda - Philippa Lynn Beazley - Panamá - Amarilis Aurelia Sandoval - Perú - Rosario Elsa Leguia Nugent - Polonia - Ewa Monika Nowosadko - Portugal - Susana Paula Neto da Silva Nunes - Puerto Rico - Laurie Tamara Simpson Rivera - Singapur - Marjorie Ai Ling Tan - Suiza - Nathalie Amiet - Tailandia - Prapaphan Bamrubngthai - Turquía - Mine Baysan - Venezuela - Begoña Victoria "Vicky" García Varas - Zaire - Mesatewa Tuzolana |

## Crossovers
| Miss Universo - 1987: Alemania - Dagmar Schulz - 1987: Austria - Kristina Sebestyen - 1987: Marianas del Norte - Luciana Seman Ada - 1987: Puerto Rico - Laurie Simpson (Cuarta finalista). - 1988: Australia - Vanessa Gibson - 1990: Irlanda - Barbara Curran Miss Europa - 1988: Islandia - Magnea Magnusdóttir (Tercera finalista). - 1988: Polonia - Ewa Nowosadko (Primera finalista). | Miss Mundo - 1986: Alemania - Dagmar Schulz - 1987: Costa Rica - Alexandra Martínez - 1987: Dinamarca - Zelma Hesselmann - 1987: Holanda - Angelique Cremers (Semifinalista). - 1987: Luxemburgo - Claudine Atten - 1987: Polonia - Ewa Nowosadko (Tercera finalista). - 1989: Irlanda - Barbara Curran (Semifinalista). |